# Englische Cricket-Nationalmannschaft in Sri Lanka in der Saison 2011/12
Die Tour der englischen Cricket-Nationalmannschaft nach Sri Lanka in der Saison 2011/12 fand vom 26. März bis zum 7. April 2012 statt. Die internationale Cricket-Tour war Bestandteil der Internationalen Cricket-Saison 2011/12 und umfasste zwei Tests. Die Serie endete 1–1 unentschieden.

## Vorgeschichte
England spielte zuvor eine Tour gegen Pakistan, Sri Lanka ein Drei-Nationenturnier. Die letzte Tour der beiden Mannschaften gegeneinander fand in der Saison 2011 in England statt.

## Stadien
Die folgenden Stadien wurden für die Tour als Austragungsort vorgesehen.
| Stadion | Stadt                                   | Kapazität | Spiele  |
| ------- | --------------------------------------- | --------- | ------- |
| Colombo | Paikiasothy Saravanamuttu Stadium (PSS) | 15.000    | 2. Test |
| Galle   | Galle International Stadium             | 35.000    | 1. Test |

## Kaderlisten
England benannte seinen Kader am 28. Februar 2012.
Sri Lanka benannte seinen Kader am 23. März 2012.
| Test | Test |
| Sri Lanka | England |
| --- | --- |
| - Mahela Jayawardene (VK) - Thilan Samaraweera (VK) - Dinesh Chandimal (wk) - Tillakaratne Dilshan - Rangana Herath - Prasanna Jayawardene (wk) - Suranga Lakmal - Angelo Mathews - Tharanga Paranavitana - Dhammika Prasad - Suraj Randiv - Kumar Sangakkara - Chamara Silva - Lahiru Thirimanne - Chanaka Welegedara | - Andrew Strauss (K) - Alastair Cook (VK) - James Anderson - Ian Bell - Ravi Bopara - Tim Bresnan - Stuart Broad - Steven Davies (wk) - Steven Finn - Monty Panesar - Samit Patel - Kevin Pietersen - Matt Prior (wk) - Graeme Swann - James Tredwell - Jonathan Trott |

## Tour Matches
| 15. – 17. März Scorecard | Colombo (RPS) | Sri Lanka Board XI 169 (73.3) & 119 (56.4)       | – | England XI 303-8d (100) |
|                          |               | England XI gewinnt mit einem Innings und 15 Runs |   |                         |

| 20. – 22. März Scorecard | Colombo (SSC) | Sri Lanka Cricket Development XI 431-6d (100) & 199-4d (34) | – | England XI 272-4d (66) & 360-6 (60.4) |
|                          |               | England XI gewinnt mit 4 Wickets                            |   |                                       |

## Tests

### Erster Test in Galle
| 26. – 29. März Scorecard | Galle | Sri Lanka 318 (96.3) & 214 (84.3) | – | England 193 (46.4) & 264 (99) |
|                          |       | Sri Lanka gewinnt mit 75 Runs     |   |                               |

### Zweiter Test in Colombo
| 3. – 7. April Scorecard | Colombo (PSS) | Sri Lanka 275 (111.1) & 278 (118.5) | – | England 460 (152.3) & 97-2 (19.4) |
|                         |               | England gewinnt mit 8 Wickets       |   |                                   |

## Statistiken
Die folgenden Cricketstatistiken wurden bei dieser Tour erzielt.
| Tests                | Tests      | Tests   | Tests   | Tests   | Tests   | Tests   | Tests   | Tests   |
| Batting              | Batting    | Batting | Batting | Batting | Batting | Batting | Batting | Batting |
| Spieler              | Mannschaft | Spiele  | Innings | Runs    | Average | HS      | 100s    | 50s     |
| -------------------- | ---------- | ------- | ------- | ------- | ------- | ------- | ------- | ------- |
| Mahela Jayawardene   | Sri Lanka  | 2       | 4       | 354     | 88,50   | 180     | 2       | 1       |
| Kevin Pietersen      | England    | 2       | 4       | 226     | 75,33   | 151     | 1       | 0       |
| Jonathan Trott       | England    | 2       | 4       | 193     | 48,25   | 112     | 1       | 1       |
| Alastair Cook        | England    | 2       | 4       | 157     | 52,33   | 94      | 0       | 1       |
| Thilan Samaraweera   | Sri Lanka  | 2       | 4       | 157     | 39,25   | 54      | 0       | 1       |
| Bowling              |            |         |         |         |         |         |         |         |
| Spieler              | Mannschaft | Spiele  | Overs   | Wickets | Average | BBI     | 5W      | 10W     |
| Rangana Herath       | Sri Lanka  | 2       | 119     | 19      | 17,94   | 6/74    | 3       | 1       |
| Graeme Swann         | England    | 2       | 121.1   | 16      | 22,18   | 6/82    | 2       | 1       |
| James Anderson       | England    | 2       | 73      | 9       | 21,77   | 5/72    | 1       | 0       |
| Suraj Randiv         | Sri Lanka  | 2       | 71.1    | 7       | 31,85   | 4/74    | 0       | 0       |
| Steven Finn          | England    | 1       | 37.5    | 3       | 27,00   | 2/30    | 0       | 0       |
| Samit Patel          | England    | 2       | 59      | 3       | 40,66   | 2/27    | 0       | 0       |
| Tillakaratne Dilshan | Sri Lanka  | 2       | 39.4    | 3       | 47,00   | 2/73    | 0       | 0       |

## Player of the Series
Als Player of the Series wurden die folgenden Spieler ausgezeichnet.
| Serie | Player of the Series |
| ----- | -------------------- |
| Test  | Mahela Jayawardene   |

### Player of the Match
Als Player of the Match wurden die folgenden Spieler ausgezeichnet.
| Spiel   | Player of the Match |
| ------- | ------------------- |
| 1. Test | Rangana Herath      |
| 2. Test | Kevin Pietersen     |